# القناع المعكوس

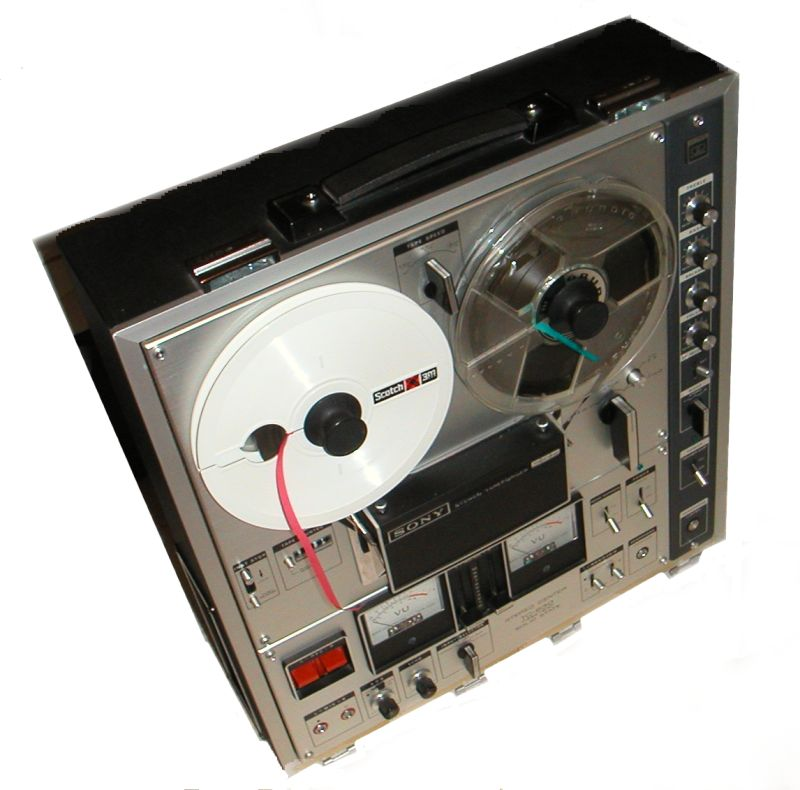

القناع المعكوس (بالإنجليزية: Backmasking)‏ هي تقنية تسجيل الصوت وإعادة إنتاجه، أصبحت منتشرة في الأونة الأخيرة، خصوصا في الموسيقى، وهي تعتمد على دمج كلمات معينة تحتوي على أفكار محددة مسبقا وغالبا ما تكون سياسية أو دينية في أغنية، بحيث لا تستطيع سماع هذه الكلمات إلا إذ عكست تشغيل الأغنية من الأخر إلى الأول. و هذه العملية موجودة بكثرة في أغاني الفنانين الأمريكيين المشهورين كمايكل جاكسون و إمنيم وغيرهم. و تتجلى خطورتها في تغيير سلوك المستمعين للأغاني و خصوصا الشباب منهم لنظرا للرسائل الخفية الموجودة فيها التي تحرض على العنف و الإباحية.